# Хермес (издателство)
Вижте пояснителната страница за други значения на Хермес.
Издателска къща „Хермес“ е частно издателство в България, основано през 1991 година в Пловдив от Стойо Вартоломеев. Едно от най-големите издателства за мейнстрийм литература. Със знака на издателството са излезли 2000 нови заглавия с тираж над 20 милиона екземпляра. Всеки месец се издават около 10 нови заглавия, различни като тематика и жанр.
Логото на издателството е „Споделете радостта от четенето!“.
Съосновател и член на Асоциация „Българска книга“.
Като социално ангажирана фирма „Хермес“ се включва в много дарителски акции, както и в инициативи за стимулиране на интереса към книгата и популяризиране на любовта към четенето сред младите хора в България.
След 2008 година „Хермес“ създава и национална верига от книжарници със знака на издателството в градовете София, Пловдив, Варна, Бургас, Русе, Стара Загора, Пазарджик, Видин и Сливен.
„Хермес“ е носител на наградата „Константин Константинов“ за принос в книгоиздаването за деца.

## Издания
Започвайки с романтични четива, издателство „Хермес“ на българския пазар разпространява предимно художествена литература, но има дял и в предлагането на справочна и учебно-помощна литература. Издава се и детско-юношеска литература: енциклопедии, четива в помощ на ученика, класически детски произведения, фентъзи серии и илюстровани издания.
„Хермес“ спазва политика за подкрепа на българските автори и българската книга. Има издадени над 150 заглавия, голяма част от които са печелили национални и регионални литературни награди. През 2007 година издателството обявява и своя награда за дебют на млади български творци.
Сред авторите на издателството са литературоведи като Светлозар Игов, Иван Сарандев, Божидар Кунчев, Йордан Ефтимов, Владимир Янев, Йордан Костурков.
„Хермес“ издава световни бестселърови автори като Ричард Бах, Майкъл Бейджънт, Нийл Доналд Уолш, Кристофър Паолини, Дийпак Чопра, но и автори от първата редица на високата съвременна литература като Марио Варгас Льоса. Сред откритията, които „Хермес“ прави са Жозе Родригеш душ Сантуш и Аджан Брам.
Хорхе Букай, един от авторите на „Хермес“, се превръща в истински феномен на българския книжен пазар през 2010 – 2012 година.
Гостуванията на Хорхе Букай в България през 2010, 2011 и 2012 година са определени от медиите като най-значимите културни събития за трите години. През 2010 и 2011 година по покана на „Хермес“ в България гостуват още Жозе Родригеш душ Сантуш, Джейн Костело и Александра Маринина.